# Choppa
Choppa is een lied van de Nederlandse rappers Sevn Alias en D-Double. Het werd in 2022 als single uitgebracht en stond in hetzelfde jaar als derde track op het album The last flowbender van Sevn Alias.

## Achtergrond
Choppa is geschreven door Anneudy Gonzalez, Reginald Frederik en Sevaio Mook en geproduceerd door AG BLAXX. Het is een nummer dat past in het genre nederhop. De beat waarop wordt gerapt is een combinatie van een trap- en een versnelde latin-beat. Het is niet de eerste keer dat de twee artiesten met elkaar samenwerken. Dit deden ze eerder al op Mandela, Ma3lish, Hustlers, Karate en Anoniem en op de remixversie van Paper zien.

## Hitnoteringen
De artiesten hadden bescheiden succes met het lied in Nederland. Het stond op de 86e plaats van de Single Top 100 in de enige week dat het in deze hitlijst te vinden was. De Top 40 en haar Tipparade werden niet bereikt.